# Гульси
Гульси (чечен. Гуьлса) — упразднённый хутор на территории современного Шатойского района Чеченской республики Российской Федерации.

## География
Располагался к югу от Гаттин кали. Ближайшие населённые пункты: к северу — Урдюхой, Сатти и Пхамтой, северо-востоку — Беной, юго-западу — Новорзы, юго-востоку — Саттин-Тевзана и Нуй-дук.